# 3945 Gerasimenko
A 3945 Gerasimenko (ideiglenes jelöléssel 1982 PL) a Naprendszer kisbolygóövében található aszteroida. Nyikolaj Sztyepanovics Csernih fedezte fel 1982. augusztus 14-én.